# Севарэ
Севарэ (фр. Sévaré) — город в регионе Мопти, Мали, с населением около 40000 человек. Находится в 10 км к юго-востоку от Мопти и в 10 км к югу от города Фатома — старой столицы Кунаари. От Севарэ можно добраться до городов: Бандиагара на востоке, Гао и Томбукту на севере, Сегу и Бамако на юго-западе, а также до соседней страны Буркина-Фасо на юге.
В непосредственной близости от города расположен Аэропорт Мопти.

## Галерея
- Севарэ на перекрестке дорог
- Окрестности города
- Сельская местность вблизи Севарэ

## Происшествия
2015: Нападение на две гостиницы  («Библос»)  (недоступная ссылка)